# Egipt na Letnich Igrzyskach Paraolimpijskich 2012
Egipt na Letnich Igrzyskach Paraolimpijskich 2012 w Londynie reprezentowało 40 zawodników w 34 konkurencjach w 4 dyscyplinach. Zdobyli w sumie 14 medali, w tym 4 złote, 4 srebrne i 6 brązowych.

## Zdobyte medale
| Medal  | Zawodnik                  | Dysccyplina          | Konkurencja             | Data        |
| ------ | ------------------------- | -------------------- | ----------------------- | ----------- |
| Złoto  | Hany Abdelhady            | Podnoszenie ciężarów | −90 kg                  | 4 września  |
| Złoto  | Sherif Othman             | Podnoszenie ciężarów | −56 kg                  | 31 sierpnia |
| Złoto  | Fatma Omar                | Podnoszenie ciężarów | −56 kg                  | 2 września  |
| Złoto  | Mohamed Eldib             | Podnoszenie ciężarów | −100 kg                 | 5 września  |
| Srebro | Ibrahim Ahmed Abdelwareth | Lekkoatletyka        | pchnięcie kulą (F37/38) | 3 września  |
| Srebro | Mohamed Elelfat           | Podnoszenie ciężarów | −75 kg                  | 3 września  |
| Srebro | Randa Mahmoud             | Podnoszenie ciężarów | −82,5 kg                | 4 września  |
| Srebro | Heba Ahmed                | Podnoszenie ciężarów | +82,5 kg                | 5 września  |
| Brąz   | Metawa Abouelkhir         | Lekkoatletyka        | rzut dyskiem (F57/58)   | 5 września  |
| Brąz   | Taha Abdelmagid           | Podnoszenie ciężarów | −48 kg                  | 30 sierpnia |
| Brąz   | Shaaban Ibrahim           | Podnoszenie ciężarów | −67,5 kg                | 2 września  |
| Brąz   | Metwaly Mathana           | Podnoszenie ciężarów | −82,5 kg                | 4 września  |
| Brąz   | Amal Mahmoud              | Podnoszenie ciężarów | −60 kg                  | 2 września  |
| Brąz   | Sameh Saleh               | Tenis stołowy        | gra indywidualna (kl.4) | 3 września  |

## Kadra

### Lekkoatletyka

#### Mężczyźni
Konkurencje biegowe
| Zawodnik                 | Konkurencja | Runda 1  | Runda 1 | Finał    | Finał   |
| Zawodnik                 | Konkurencja | Rezultat | Pozycja | Rezultat | Pozycja |
| ------------------------ | ----------- | -------- | ------- | -------- | ------- |
| Mostafa Fathalla Mohamed | 100 m (T37) | 11.55    | 2.      | 11.67    | 5.      |
| Mostafa Fathalla Mohamed | 200 m (T37) | 24.58    | 4.      | NQ       | NQ      |

Konkurencje techniczne
| Zawodnik                  | Konkurencja                | Rezultat | Pozycja |
| ------------------------- | -------------------------- | -------- | ------- |
| Ibrahim Ahmed Abdelwareth | pchnięcie kulą (F37/38)    | 15.53    | 2.      |
| Ibrahim Ahmed Abdelwareth | rzut dyskiem (F37/38)      | 42.94    | 8.      |
| Metawa Abouelkhir         | rzut dyskiem (F57/58)      | 54.19    | 3.      |
| Ibrahim Ibrahim           | rzut dyskiem (F54/55/56)   | 35.32    | 9.      |
| Ibrahim Ibrahim           | rzut oszczepem (F54/55/56) | 34.31    | 6.      |
| Mohamed Mohamed Ramadan   | rzut dyskiem (F37/38)      | 51.92    | 5.      |
| Raed Salem                | rzut oszczepem (F57/58)    | 47.90    | 3.      |

### Podnoszenie ciężarów

#### Mężczyźni
| Zawodnik        | Konkurencja | Rezultat | Pozycja |
| --------------- | ----------- | -------- | ------- |
| Hany Abdelhady  | −90 kg      | 241.0    | 1.      |
| Taha Abdelmagid | −48 kg      | 165.0    | 3.      |
| Mohamed Eldib   | −100kg      | 249.0    | 1.      |
| Mohamed Elelfat | −75 kg      | 219.0    | 2.      |
| Shaaban Ibrahim | −67,5 kg    | 202.0    | 3.      |
| Metwaly Mathana | −82,5 kg    | 227.0    | 3.      |
| Sherif Othman   | −56 kg      | 197.0    | 1.      |
| Mohamed Sabet   | +100 kg     | 225.0    | 6.      |

#### Kobiety
| Zawodniczka     | Konkurencja | Rezultat | Pozycja |
| --------------- | ----------- | -------- | ------- |
| Gihan Abdelaziz | −52 kg      | 107.0    | 4.      |
| Heba Ahmed      | +82,5 kg    | 140.0    | 2.      |
| Amany Ali       | −75 kg      | 122.0    | 4.      |
| Amal Mahmoud    | −60 kg      | 118.0    | 3.      |
| Randa Mahmoud   | −82,5 kg    | 140.0    | 2.      |
| Fatma Omar      | −56 kg      | 143.0    | 1.      |
| Zeinab Oteify   | −44 kg      | 95.0     | 4.      |

### Siatkówka na siedząco
| Drużyna | Faza grupowa     | Faza grupowa          | Faza grupowa     | Faza grupowa     | Ćwierćfinały               | Mecz o miejsca 5-8. | Mecz o 5. miejsce |
| Drużyna | Przeciwnik Wynik | Przeciwnik Wynik      | Przeciwnik Wynik | Przeciwnik Wynik | Przeciwnik Wynik           | Przeciwnik Wynik    | Przeciwnik Wynik  |
| ------- | ---------------- | --------------------- | ---------------- | ---------------- | -------------------------- | ------------------- | ----------------- |
| Egipt   | Maroko W 3:0     | Wielka Brytania W 3:0 | Rosja P 2:3      | Niemcy P 1:3     | Bośnia i Hercegowina P 0:3 | Chiny W 3:2         | Brazylia P 2:3    |

### Tenis stołowy

#### Gra pojedyncza mężczyzn
| Zawodnik               | Konkurencja | Eliminacje              | Eliminacje            | Ćwierćfinały       | Półfinały           | Finały              |
| ---------------------- | ----------- | ----------------------- | --------------------- | ------------------ | ------------------- | ------------------- |
| Abdelrahman Abdelwahab | kl. 10      | Fredrik Andersson W 3:2 | Dezso Berecki P 0:3   | NQ                 | NQ                  | NQ                  |
| Ehab Fetir             | kl. 5       | Jung Eun Chang P 1:3    | Lin Yen-Hung P 2:3    | —                  | NQ                  | NQ                  |
| Sameh Saleh            | kl. 4       | Edson Gomez W 3:1       | Peter Mihalik W 3:2   | Guo Xingyuan W 3:0 | Kim Young Gun P 1:3 | Maxime Thomas W 3:1 |
| Sayed Youssef          | kl. 7       | Zbynek Lambert W 3:1    | Jochen Wollmert P 0:3 | NQ                 | NQ                  | NQ                  |

#### Gra pojedyncza kobiet
| Zawodniczka     | Konkurencja | Eliminacje              | Eliminacje                | Półfinały | Finały |
| --------------- | ----------- | ----------------------- | ------------------------- | --------- | ------ |
| Fadia Ahmed     | kl. 4       | Moon Sung Hye P 0:3     | Sue Gilroy P 0:3          | NQ        | NQ     |
| Angham Maghraby | kl. 10      | Yang Qiang P 0:3        | Natalia Partyka P 0:3     | NQ        | NQ     |
| Eman Mahmoud    | kl. 8       | Yu Hailian P 0:3        | Josefin Abrahamsson P 1:3 | NQ        | NQ     |
| Faiza Mahmoud   | kl. 7       | Julia Owsjanikowa P 1:3 | Wendy Schrijver P 1:3     | NQ        | NQ     |

#### Gra drużynowa
| Zawodnicy                            | Konkurencja       | 1/8 finału     | Ćwierćfinały          | Półfinały | Finały |
| ------------------------------------ | ----------------- | -------------- | --------------------- | --------- | ------ |
| Abdelrahman Abdelwahab Sayed Youssef | kl. 9-10 mężczyzn | Holandia P 2:3 | NQ                    | NQ        | NQ     |
| Ehab Fetir Sameh Saleh               | kl. 4-5 mężczyzn  | BYE            | Chińskie Tajpej P 1:3 | NQ        | NQ     |
| Angham Maghraby Faiza Mahmoud        | kl. 6-10 kobiet   | Ukraina P 1:3  | NQ                    | NQ        | NQ     |